# Cratere Libertad
Libertad  è un cratere sulla superficie di Marte.